# John Bates Clark
John Bates Clark (n. 26 ianuarie 1847; d. 21 martie 1938) a fost un economist american, reprezentant al Școlii neoclasice.
1. 1 2 3  Autoritatea BnF, accesat în 10 octombrie 2015
2. 1 2  John Bates Clark, SNAC, accesat în 9 octombrie 2017
3. 1 2  John Bates Clark, Opća i nacionalna enciklopedija
4. 1 2  John Bates Clark, Brockhaus Enzyklopädie
5. ↑  John Bates Clark, Hrvatska enciklopedija[*]
6. 1 2  Кларк Джон Бейтс, Marea Enciclopedie Sovietică (1969–1978)[*]
7. ↑  Кларк Джон Бейтс, Marea Enciclopedie Sovietică (1969–1978)[*]
8. ↑  Find a Grave
9. 1 2  Geni.com